# Linha 1 do VLT de Guadalajara
A Linha 1: Auditorio ↔ Periférico Sur é uma das linhas em operação do VLT de Guadalajara, inaugurada no dia 1º de setembro de 1989. Estende-se por cerca de 16,5 km, dos quais 7,6 km são trechos subterrâneos e 8,8 km são trechos de superfície. A cor distintiva da linha é o azul.
Possui um total de 20 estações em operação, das quais 9 são subterrâneas e 11 são superficiais. A Estação Juárez possibilita integração com a Linha 2.
A linha é operada pelo Sistema de Tren Eléctrico Urbano (SITEUR). Atende os seguintes municípios da Região Metropolitana de Guadalajara: Guadalajara, Tlaquepaque e Zapopan.

## Trechos
A Linha 1, ao longo dos anos, foi sendo ampliada a medida que novos trechos eram entregues. A tabela abaixo lista cada trecho construído, junto com sua data de inauguração, o número de estações inauguradas e o número de estações acumulado:
| Trecho                            | Inauguração            | N.º de estações entregue | N.º de estações acumulado |
| --------------------------------- | ---------------------- | ------------------------ | ------------------------- |
| Periférico Norte ↔ Periférico Sur | 1º de setembro de 1989 | 19                       | 19                        |
| Auditorio ↔ Periférico Norte      | 23 de novembro de 2018 | 1                        | 20                        |

## Estações
| Nome                             | Inauguração            | Município                 | Integração | Posição     | Latitude      | Longitude      |
| -------------------------------- | ---------------------- | ------------------------- | ---------- | ----------- | ------------- | -------------- |
| Auditorio                        | 23 de novembro de 2018 | Zapopan                   | -          | Subterrânea | 20° 44' 17" S | 103° 20' 58" O |
| Periférico Norte                 | 1º de setembro de 1989 | Zapopan                   | -          | Subterrânea | 20° 43' 51" N | 103° 21' 07" O |
| Dermatológico                    | 1º de setembro de 1989 | Zapopan                   | -          | Superfície  | 20° 43' 15" N | 103° 21' 11" O |
| Atemajac                         | 1º de setembro de 1989 | Guadalajara / Zapopan     | -          | Superfície  | 20° 42' 58" N | 103° 21' 14" O |
| División del Norte               | 1º de setembro de 1989 | Guadalajara               | -          | Subterrânea | 20° 42' 26" N | 103° 21' 18" O |
| Ávila Camacho                    | 1º de setembro de 1989 | Guadalajara               |            | Subterrânea | 20° 41' 55" N | 103° 21' 18" O |
| Mezquitán                        | 1º de setembro de 1989 | Guadalajara               | -          | Subterrânea | 20° 41' 29" N | 103° 21' 14" O |
| Refugio                          | 1º de setembro de 1989 | Guadalajara               | -          | Subterrânea | 20° 40' 55" N | 103° 21' 14" O |
| Juárez                           | 1º de setembro de 1989 | Guadalajara               |            | Subterrânea | 20° 40' 29" N | 103° 21' 17" O |
| Mexicaltzingo                    | 1º de setembro de 1989 | Guadalajara               | -          | Subterrânea | 20° 40' 00" N | 103° 21' 18" O |
| Washington                       | 1º de setembro de 1989 | Guadalajara               | -          | Subterrânea | 20° 39' 40" N | 103° 21' 25" O |
| Santa Filomena                   | 1º de setembro de 1989 | Guadalajara               | -          | Superfície  | 20° 39' 15" N | 103° 21' 50" O |
| Unidad Deportiva                 | 1º de setembro de 1989 | Guadalajara               | -          | Superfície  | 20° 38' 51" N | 103° 22' 08" O |
| Urdaneta                         | 1º de setembro de 1989 | Guadalajara               | -          | Superfície  | 20° 38' 35" N | 103° 22' 23" O |
| 18 de Marzo                      | 1º de setembro de 1989 | Guadalajara               | -          | Superfície  | 20° 38' 17" N | 103° 22' 37" O |
| Isla Raza                        | 1º de setembro de 1989 | Guadalajara               | -          | Superfície  | 20° 37' 58" N | 103° 22' 52" O |
| Patria                           | 1º de setembro de 1989 | Guadalajara               | -          | Superfície  | 20° 37' 36" N | 103° 23' 06" O |
| España                           | 1º de setembro de 1989 | Guadalajara               | -          | Superfície  | 20° 37' 17" N | 103° 23' 20" O |
| Santuario Mártires de Cristo Rey | 1º de setembro de 1989 | Guadalajara / Tlaquepaque | -          | Superfície  | 20° 36' 50" N | 103° 23' 46" O |
| Periférico Sur                   | 1º de setembro de 1989 | Tlaquepaque               | -          | Superfície  | 20° 36' 24" N | 103° 24' 04" O |